# Charles Rivière-Hérard

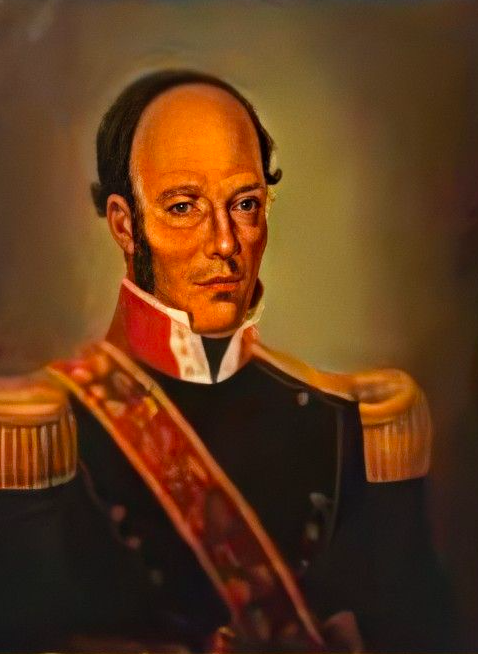
Charles Rivière-Hérard

Charles Rivière-Hérard (* 16. Februar 1789 in Torbeck; † 31. August 1850) war ein haitianischer Politiker und Präsident von Haiti.

## Leben

### Präsident 1843 bis 1844
Rivière-Hérard schlug eine militärische Laufbahn ein und stieg schließlich zum General auf. Nach der Flucht von Präsident Jean-Pierre Boyer nach Jamaika und dessen dortiger förmlicher Abdankung am 13. März 1843 wurde er Präsident von Haiti.
Die Flucht von Boyer führte dazu, dass Haiti in eine schwere Staatskrise geworfen wurde, zumal die vorher gegen diesen geführte erfolgreiche Revolution nunmehr die unterschiedlichen Meinungen ihrer Führer offenbarte. Die jüngeren bewaffneten Revolutionäre forderten die Abschaffung des Militärregimes und stattdessen eine vom Liberalismus geprägte zivile Regierungsform. Rivière-Hérard war aufgrund seiner militärischen Laufbahn jedoch nicht der mögliche Führer einer großen liberalen Bewegung und allein deshalb kein Anhänger einer Zivilregierung. Auf der anderen Seite stand die ärmere Landbevölkerung, die große Hoffnung in die von ihm gemachten Reformversprechungen zur Verbesserung ihrer Lage setzte.

### Die Verfassung von 1843
In der Zwischenzeit wurden durch ihn am 4. April 1843 in Port-au-Prince eine provisorische Regierung und allgemeine Wahlen ausgerufen und der Termin für die Sitzung der Verfassunggebenden Versammlung auf den 15. September 1843 festgesetzt. Zugleich wurden Gemeindeverwaltungen begründet, deren Bürgermeister die von den Militärbehörden bisher wahrgenommenen Machtbefugnisse übernahmen.
Die am 30. Dezember 1843 verabschiedete Verfassung enthielt viele wichtige Neuerungen: Die Richter sollten vom Volk gewählt anstatt vom Präsidenten der Republik ernannt werden. Jede Anklage aus strafrechtlichen, politischen oder presserechtlichen Gründen sollte vor einem Schöffengericht verhandelt werden. Die Präsidentschaft auf Lebenszeit wurde nicht nur abgeschafft, sondern die Amtszeit des Präsidenten auf vier Jahre beschränkt. Maßnahmen des Präsidenten wurden nur nach Gegenzeichnung des jeweiligen Ministers wirksam. Das Recht der Gesetzesinitiative lag neben der Deputiertenkammer und dem Senat auch beim Präsidenten. Kommunale Angelegenheiten der Gemeinden und der Arrondissements oblagen den Versammlungen der Gemeinden und Arrondissements. Ein Haushaltsentwurf über die staatlichen Einnahmen und Ausgaben sollte jährlich aufgestellt werden und unterlag der Kontrolle eines Rechnungshofes. Die Armee wurde als rechtstreue Körperschaft bezeichnet und des Weiteren die Garantie für persönliche Freiheit und Respektierung des Eigentums abgegeben.

### Krisen, Abspaltung der Dominikanischen Republik und Rücktritt
Mit der Verabschiedung der Verfassung wurde Rivière-Hérard zugleich zum Präsidenten gewählt. Für Haiti hätte eine neue Ära in seiner Geschichte beginnen können, falls alle verfassungsrechtlichen Änderungen eingehalten worden wären. Der Präsident hatte jedoch nicht die notwendige Macht, den Übergang einer Militär- zu einer Zivilregierung durchzusetzen. Hinzu kamen die Spannungen zwischen den Mitgliedern der Regierungen aufgrund ihrer unterschiedlichen ethnischen und regionalen Herkunft. Dabei verstand sich der Präsident als Unterstützer der Mulatten, aus deren Gruppe er selbst stammte.
Schließlich kam es auch zu Spannungen zum benachbarten ehemaligen spanischen Territorium. Dabei hatte die Provisorische Regierung insbesondere durch die Schließung der Häfen dieses Teils von Hispaniola durch ein Dekret vom 27. September 1843 zu Unruhen geführt, die wenige Tage nach der Ableistung seines Amtseides am 16. Januar 1844 zu einer Revolte im spanischen Teil der Insel führten. Knapp sechs Wochen später erklärte dieser Inselteil am 27. Februar 1844 als Dominikanische Republik unter der Präsidentschaft von General Pedro Santana seine Unabhängigkeit.
Neben der Zerstörung der territorialen Einheit wurde die Republik Haiti von weiteren Missständen heimgesucht. Schon im August 1843 erhoben sich Bewohner im Département Sud aus Unzufriedenheit über leere Versprechungen von Rivière-Hérard in einem Aufstand, der allerdings bei Les Cayes niedergeschlagen wurde, worauf Lysius Salomon und weitere Anführer der Revolte in die dominikanischen Provinzen Azua und Baoruco flüchteten.
Die aufkommenden Krisen und Unruhen wurden vom Präsidenten militärisch niedergeschlagen. Zunehmend wurde seine Abneigung gegen die Verfassung und deren liberale Befürworter erkennbar, denen er jedoch letztlich sein Präsidentenamt verdankte.
Schließlich wuchs die Kritik am Präsidenten bei der liberalen Bevölkerung der größeren Städte sowie der armen Landbevölkerung des Südens immer mehr, bis diese in erneute Unruhen mündete. Die Vorrechte der Bürgermeister und Gemeindeverwaltungen wurden zu Gunsten der Militärkommandanten der Arrondissements und Kommunen wieder eingeschränkt. Dadurch bedingt kam es auch zu einem offenen Disput zwischen dem Präsidenten und den Abgeordneten der Verfassunggebenden Versammlung.
Die Popularität des Präsidenten war schon im Schwinden, als er als Oberkommandierender der Armee am 10. März 1844 mit einer 25.000 Mann starken Streitmacht einen Feldzug gegen die benachbarte neu begründete Dominikanische Republik beginnen wollte, da er dort auch eine Ursache für die Unruhen sah. Der Präsident eroberte in den ersten Apriltagen an der Spitze einer loyalen Armeeeinheit Azua, um anschließend gegen die dominikanische Hauptstadt Santo Domingo weiterzuziehen. Das Ende der jungen Republik schien nah, als in diesem Moment die Unruhen in Cap-Haitien, Port-au-Prince und Les Cayes den Fortbestand der Dominikanischen Republik retteten. Die Unzufriedenheit in diesen Städten griff rasch auch auf andere Landesteile über.
Im Département Sud war die Situation spannungsgeladen. Die Kleinbauern von Les Cayes erwarteten die Erfüllung der ihnen zuvor von ihm gemachten Versprechungen. Am 27. März 1844 kam es zu einer Versammlung in Camp-Perrin, wo es zur Aufstellung der Armee der Leidenden („L’Armée Souffrante“) unter der Führung eines der Ihren, Jean-Jacques Acaau, kam, dem zugleich der Titel eines Generals verliehen wurde. Acaau, der zwar völlig ohne Schulausbildung war, verfügte jedoch über das Talent einer Massenmobilisierung. Dadurch wurde er zum Führer des Volksaufstandes, dem am 5. April 1844 die Eroberung von Les Cayes gelang. Im Nachgang kam es zu brutalen und blutigen Gewaltausbrüchen der armen Landbevölkerung gegenüber der reichen Stadtbevölkerung.
Während Acaau als Diktator von Les Cayes herrschte, griffen auch die Kleinbauern von Grand’Anse zu den Waffen. Diese eroberten Jérémie und übernahmen bald die Herrschaft im gesamten Département Nippes. Auch dabei kam es zu Gewaltausbrüchen gegen die Stadtbevölkerung, die der armen Landbevölkerung zuvor Kredite zu hohen Zinsen gewährt hatte und nach Nichtzahlung der Zinsen deren Land vereinnahmte.
Am 25. April 1844 versagten zunächst die Einwohner von Cap-Haïtien dem Präsidenten ihre Gefolgschaft, und ein Staatsrat ernannte General Philippe Guerrier zunächst zum Präsidenten von Département Nord. Als die Bevölkerung von Port-au-Prince am 3. Mai 1844 dem Beispiel von Cap-Haïtien folgte, trat er schließlich von seinem Amt als Präsident zurück und ging am 2. Juni 1844 ins Exil.